# Juary
Juary Jorge dos Santos Filho, plus communément appelé Juary, est un footballeur et entraîneur brésilien né le 16 juin 1959 à São João de Meriti.

## Biographie
Il marque un but lors de la finale de la Coupe des clubs champions européens 1986-1987.
International, il possède 2 sélections en équipe du Brésil.

## Carrière

### En tant que joueur
- 1976-1979 :  Santos FC
- 1979-1980 :  Leones Negros
- 1980-1982 :  AS Avellino
- 1982-1983 :  Inter Milan
- 1983-1984 :  Ascoli Calcio
- 1984-1985 :  US Cremonese
- 1985-1988 :  FC Porto
- 1988-1989 :  Portuguesa
- 1989-1990 :  Santos FC
- 1990-1991 :  Moto Club São Luís
- 1991-1992 :  Vitória FC

### En tant qu'entraîneur
- 2003 :  FC Pampilhosa
- 2009 :  Banzi
- 2010-2011 :  Aversa Normanna
- depuis 2011 :  Sestri Levante

## Palmarès
Avec le FC Porto :
- Vainqueur de la Ligue des champions en 1987
- Vainqueur de la Supercoupe d'Europe en 1987
- Vainqueur de la Coupe intercontinentale en 1987
- Champion du Portugal en 1986 et 1988
- Vainqueur de la Coupe du Portugal en 1988
- Vainqueur de la Supercoupe du Portugal en 1986